# Merrily We Live
Merrily We Live, in Nederland bekend onder de titels Wat leven we toch gelukkig en Huize Kolder, is een film uit 1938 onder regie van Norman Z. McLeod. De film werd gekeurd voor "alle leeftijden".

## Rolverdeling
| Acteur            | Personage             |
| ----------------- | --------------------- |
| Constance Bennett | Jerry Kilbourne       |
| Brian Aherne      | E. Wade Rawlins       |
| Billie Burke      | Mrs. Emily Kilbourne  |
| Alan Mowbray      | Grosvenor (de butler) |
| Patsy Kelly       | Etta                  |
| Ann Dvorak        | Minerva Harlan        |
| Tom Brown         | Kane Kilbourne        |
| Clarence Kolb     | Henry Kilbourne       |
| Bonita Granville  | Marian Kilbourne      |